# Gepunkteter Engelhai
Der Gepunktete Engelhai (Squatina punctata) ist ein bodenbewohnender Hai, der vor der südamerikanischen Küste vorkommt.

## Aussehen und Merkmale
Der Gepunktete Engelhai erreicht eine maximale Körperlänge von bis zu 90 cm. Wie bei anderen Engelhaien ist der Rumpf stark abgeflacht mit sehr breiten Brustflossen, wodurch die Tiere in der Gestalt eher wie lange Rochen wirken. Die Brustflossen sind jedoch deutlich vom Rumpf abgesetzt, während sie bei den meisten Rochen ansatzlos in den Körper übergehen. Sie haben zwei Rückenflossen und besitzen keine Afterflosse. Der Körper hat eine dunkelbraune Rückenfarbe mit kleinen, unregelmäßigen schwarzen Flecken. Die Bauchseite ist weiß. Augenflecken mit weißer Umrandung können vorhanden sein. Vergrößerte kurze Dornen befinden sich in kleinen Gruppen im Schnauzenbereich und im Bereich der Augen, auf dem Rücken existiert eine einzelne Reihe kleiner Rückendornen.
Die Augen liegen auf der Kopfoberseite mit einer breit-konkaven Fläche zwischen den Augen, das Maul ist endständig, die äußeren Nasenöffnungen sind mit kurzen Barteln versehen. Die Spritzlöcher sind groß. Die Anzahl der seitlich, unten liegenden Kiemenöffnungen beträgt fünf. Die Nasenklappen sind nur leicht gefranst oder glatt gerandet, die Barteln sind ungefingert.

## Verbreitung

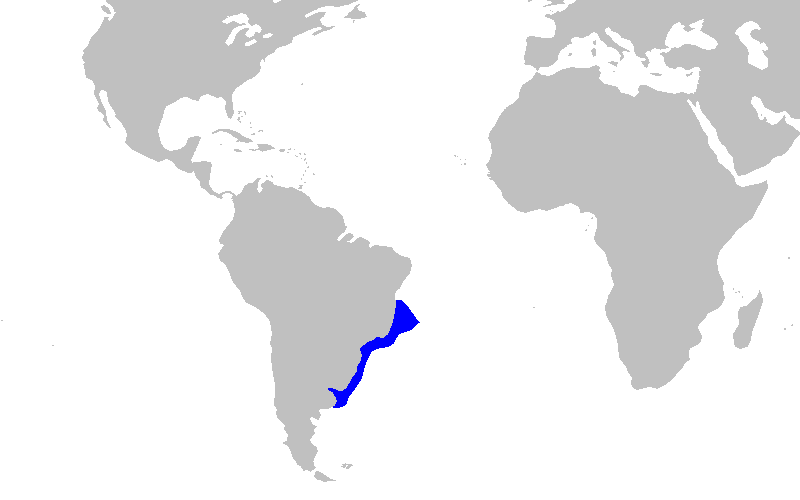
Verbreitung des Gepunkteten Engelhais

Das Verbreitungsgebiet des Gepunkteten Engelhais befindet sich im westlichen Atlantik im Küstenbereich Südamerikas vor Brasilien, Uruguay und Argentinien.
Er lebt im äußeren Randbereich des Kontinentalschelfs in Tiefen zwischen 10 und 80 Metern.

## Lebensweise
Über die Biologie dieses Hais liegen nur wenige Daten vor. Er ernährt er sich vor allem von kleinen Knochenfischen, Kopffüßern und Krebsen. Wie alle Engelhaie ist er ovovivipar – die Eier werden im Muttertier ausgebrütet, bevor die Jungtiere lebend geboren werden. Zur Geburt begeben sich die Weibchen im Frühjahr in flachere, küstennahe Gebiete. Die Jungtiere haben eine Geburtslänge von drei bis acht Zentimetern und bleiben etwa ein Jahr im Flachwasser. Die Geschlechtsreife erreichen die Haie bei einer Körperlänge von etwa 70 bis 80 Zentimeter.

## Gefährdung
Die International Union for Conservation of Nature (IUCN) stuft diesen Hai als stark gefährdet („Endangered“) ein. Die Einstufung erfolgte wie bei anderen Arten der südamerikanischen Küste aufgrund der vergleichsweise niedrigen Fortpflanzungsrate sowie der Gefahr der Überfischung, die vom Einsatz von Boden- und Schleppnetzen im Verbreitungsgebiet der Art ausgeht. Vor allem im südlichen Brasilien werden Engelhaie stark befischt, entsprechend ist besonders hier ein starker Rückgang verzeichnet: Der Höhepunkt der Engelhaifischerei (betrifft auch den Argentinischen Engelhai (S. argentina) und den Guggenheim-Engelhai (S. guggenheim)) lag zwischen 1986 und 1989 sowie im Jahr 1993 bei etwa 2.000 Tonnen pro Jahr, bevor er bis 2003 auf 900 Tonnen zurückging. Zudem ist der Hai eine häufige Beifangart bei der kommerziellen Fischerei, die vor allem auf den Fang der Seeteufel-Art Lophius gastrophysus abzielt. Forschungsfänge aus den Jahren 1986/87 und 2001/02 konnten zeigen, dass die Bestände des Guggenheim-Engelhais um 85 % abgenommen haben. Zusätzlich scheinen die Haie ihre Jungtiere in speziellen Flachwassergebieten unter 30 Meter Tiefe zu bekommen, in denen der Fischereidruck besonders hoch ist.

## Belege
1. 1 2  Squatina punctata in der Roten Liste gefährdeter Arten der IUCN 2010. Eingestellt von: IUCN Shark Specialist Group, 2007. Abgerufen am 28. Dezember 2010.
2. ↑  Squatina argentina in der Roten Liste gefährdeter Arten der IUCN 2010. Eingestellt von: Vooren, C.M. & Chiaramonte, G.E., 2006. Abgerufen am 18. Dezember 2010.